# Brattøya
Brattøya (LITERALMENTE Ilha íngreme; APORTUGUESADO Brattoya) é uma pequena ilha no condado de Østfold, no sudeste da Noruega. Está localizada no fiorde de Idefjorden, que faz fronteira entre a Noruega e a Suécia, estando situada na proximidade da cidade norueguesa de Halden.
É uma ilha íngreme e de difícil acesso, hoje em dia desabitada e tornada reserva natural.